# オスレイディス・メネンデス
オスレイディス・メネンデス・サエス（Osleidys Menéndez Sáez, 1979年11月14日 - ）は、キューバの陸上競技選手。2004年アテネオリンピックの女子やり投の金メダリストであり、元世界記録（71m70）保持者である。

## 経歴
メネンデスは、20歳で臨んだ2000年シドニーオリンピックで早くも銅メダルを獲得している。翌2001年7月1日には、新規格のやりに変更されて以降、女性としては初めて70mを越える71m54の世界記録を樹立した。これは、トリネ・ハッテスタート（ノルウェー）が保持していた従来の世界記録（69m48）を一気に2m以上更新するものであった。勢いは止まらず、1ヵ月後の世界選手権では2位に4m近く差をつけて優勝した。
2003年に一時調子を崩し、世界選手権では5位。その年のベスト記録も63m96にとどまった。しかし翌年のアテネオリンピックで復活する。このときの記録は71m53で、自身の世界記録にわずかに届かなかったが、2位に5m以上の大差をつける圧勝であった。さらに、2005年の世界選手権では、決勝1投目に71m70の世界記録を樹立して優勝した。これによって、世界チャンピオン、オリンピックチャンピオン、世界記録保持者の3つのタイトルを独占した。
その後、2007年の世界選手権は故障のために出場せず、連覇を目指した2008年北京オリンピックでは6位に終わっている。2008年9月には、先の世界選手権とオリンピックでいずれも優勝しているバルボラ・シュポタコバ（チェコ）が72m28の世界記録をマーク。7年2ヶ月にわたって保持してきた世界記録保持者の座とともに、3つのタイトルをシュポタコバに明け渡す形となった。

## 主な実績
| 年度 | 大会                               | 場所                       | 記録  | 結果 |
| ---- | ---------------------------------- | -------------------------- | ----- | ---- |
| 1999 | 世界選手権                         | セビリア（スペイン）       | 64m61 | 4位  |
| 2000 | オリンピック                       | シドニー（オーストラリア） | 66m18 | 3位  |
| 2001 | 世界選手権                         | エドモントン（カナダ）     | 69m53 | 1位  |
| 2003 | 世界選手権                         | パリ（フランス）           | 62m19 | 5位  |
| 2004 | オリンピック                       | アテネ（ギリシャ）         | 71m53 | 1位  |
| 2004 | IAAFワールドアスレチックファイナル | モンテカルロ（モナコ）     | 66m20 | 1位  |
| 2005 | 世界選手権                         | ヘルシンキ（フィンランド） | 71m70 | 1位  |
| 2005 | IAAFワールドアスレチックファイナル | モンテカルロ（モナコ）     | 67m24 | 1位  |
| 2008 | オリンピック                       | 北京（中国）               | 63m35 | 6位  |
| 2009 | 世界選手権                         | ベルリン（ドイツ）         | 63m11 | 7位  |

## 記録
- やり投　71m70　（2005年8月14日、世界歴代3位）